# Giroussens

Giroussens este o comună în departamentul Tarn din sudul Franței. În 2009 avea o populație de 1.340 de locuitori.

## Evoluția populației
| An        | 1975  | 1982  | 1990  | 1999  | 2006  | 2009  |
| --------- | ----- | ----- | ----- | ----- | ----- | ----- |
| Populație | 1.066 | 1.058 | 1.051 | 1.040 | 1.264 | 1.340 |